# Władimir Borisow
Władimir Borisow (ros. Владимир Борисов; ur. 11 października 1989 r.) – rosyjski kulturysta.

## Kariera
W 2012 uhonorowano go złotym medalem w kategorii wagowej do 80 kg podczas Mistrzostw Rosji w Kulturystyce federacji PBS (ФБФР). Tego roku Borisow wywalczył też złoto w tej samej kategorii w trakcie Mistrzostw Północno-Zachodniego Okręgu Federalnego. W 2013 startował w zawodach Arnold Amateur Europe, organizowanych przed Międzynarodową Federację Kulturystyki i Fitnessu (IFBB); zajął trzecie miejsce na podium wśród mężczyzn o masie ciała nieprzekraczającej 85 kg. W 2013 i 2014 zwyciężał Mistrzostwa Petersburga i Obwodu Leningradzkiego w kategorii ciężkiej (85−90 kg).

## Wymiary
- wzrost: 171 cm
- waga w sezonie zmagań sportowych: 85 kg
- waga poza sezonem zmagań sportowych: ok. 107 kg.